# پیشخدمت (فیلم ۱۹۲۱)
پیشخدمت (انگلیسی: The Bell Hop) یک فیلم کمدی صامت کوتاه آمریکایی به کارگردانی
،
لری سمون و نورمن تاروگ است که در سال ۱۹۲۱ منتشر شد. از بازیگران این فیلم می‌توان به اولیور هاردی، لری سمون، آل تامپسون، والتر ویلکینسون، ویلیام هابر، نورما نیکولز و فرانک الکساندر اشاره کرد.